# Prlov
Prlov là một làng thuộc huyện Vsetín, vùng Zlínský, Cộng hòa Séc.